# JS
Un archivo *.js, es un archivo de texto plano que contiene scripts de Javascript, y que puede, por tanto, ser modificado con cualquier editor de textos. Es ejecutado generalmente por un navegador web.
Los archivos .js guardan funciones y variables globales que se ejecutarán en la página web pudiendo llamar a sus funciones desde cualquier subpágina sin tener que incrustar scripts en cada una de ellas y ahorrando así código.
Para quien tenga idea de construcción de páginas web, podría decirse que es similar a un archivo CSS pero en lugar de clases y estilos este archivo genera scripts.
- Datos: Q5924007